# Steffi Jacob
Steffi Jacob (* 30. Dezember 1975 in Schmalkalden) ist eine deutsche Skeletonpilotin. Sie ist auch unter ihrem Geburtsnamen Steffi Hanzlik bekannt.
Steffi Jacob ging in die Geschichte des Skeletonsports ein, als sie das erste Weltcuprennen der Damen 1996 in Königssee für sich entscheiden konnte. Auch den Gesamtweltcup dieser ersten Saison 1996/97 gewann sie. 1997/98 wurde sie in dieser Wertung Zweite hinter Maya Pedersen-Bieri, 1998/99 gewann sie ein zweites Mal. In der Saison 2000/01 wurde sie hinter Alexandra Coomber wieder Zweite. Neunmal konnte sie Weltcuprennen gewinnen. In der Saison 1998/99 gewann sie alle vier Rennen der Serie.
2000 wurde sie in Igls auch erste Weltmeisterin im Skelton. Im Jahr darauf in Calgary verpasste sie als Vierte eine weitere Medaille nur knapp, 2005 in Altenberg wurde sie Fünfte. Die Europameisterschaft 2003 in St. Moritz beendete sie als Sechste, ein Jahr später in Altenberg gewann sie Silber. Ein weiterer Karrierehöhepunkt war die Teilnahme an den Olympischen Winterspielen 2002 in Salt Lake City, wo Skeleton erstmals für Frauen olympisch war. Hier wurde sie Siebte.
Bei den Deutschen Meisterschaften 2002 in Altenberg wurde sie hinter Diana Sartor Vizemeisterin, 2003 wurde sie Meisterin. 2004 in Königssee wurde sie erneut, diesmal hinter Kerstin Jürgens Vizemeisterin, 2006 Vierte in Winterberg. Trainiert wird sie von Jens Müller.